# Gera (Schiff, 1976)
Die Gera ist ein Fahrgastschiff der Marina Saalburg in Saalburg (Thüringen). Das Schiff wird für Fahrten auf dem Bleilochstausee eingesetzt.

## Geschichte
Der Bleilochstausee ist der größte Stausee Deutschlands. Nach dem Stau der Saale ab 1932 wurde Saalburg zu einer Stadt an einem See und ein touristische Nutzung des Gewässers war naheliegend. So wurden nach und nach mehrere Fahrgastschiffe für den Ausflugsverkehr auf dem See angeschafft, wie die Gera, die Saalburg, einem Binnenfahrgastschiff (BiFa) Typ III, die Thüringen und die Heinrichstein. 

## Das Schiff
Die Gera wurde 1976 auf der Schiffswerft Laubegast in Dresden mit der Baunummer	158 gebaut und fährt seit 1977 auf dem Bleilochstausee. Man orientierte sich dabei an den Plänen für den Neuaufbau der Strandbad Ferch. Das Fahrgastschiff ist ein Einzelschiff geblieben und führte damals die nationale Kennung P-159. Im Schiffsregister wurde es mit der Nummer 40698 und dem Heimathafen Saalburg eingetragen. Der damalige Eigner/Betreiber war der VEB Kraftverkehr Schleiz. Die erste Motorisierung bestand aus zwei Maschinen des Typs 6 VD 14,5/12-1 mit einer Leistung von je 212 PS. Die Schiffslänge wird bei der Indienststellung mit einer Länge von 40,42 Meter, die Breite mit 6,20 Meter und der mittlere Tiefgang mit 1,38 Meter angegeben. Die maximale Fahrgastanzahl betrug 312 Personen. Die aktuellen Schiffsmaße werden mit 40,42 Meter Länge, 6,20 Meter Breite und einem Tiefgang von 1,35 Metern angegeben. Sie bietet aktuell 160 Passagieren an Deck und 80 Passagieren im Schiffsinneren Platz und wird von zwei Volvo-Motoren mit je 130 kW und einem Iveco-Elektromotor mit 45 kW angetrieben. Als Geschwindigkeit werden 15 km/h angegeben.